# Ototyphlonemertes claparedii
Ototyphlonemertes claparedii är en djurart som tillhör fylumet slemmaskar, och som först beskrevs av du Plessis 1891.  Ototyphlonemertes claparedii ingår i släktet Ototyphlonemertes och familjen Ototyphlonemertidae. Inga underarter finns listade i Catalogue of Life.